# Stazione di Acquaviva delle Fonti
Stazione di Acquaviva delle Fonti vasútállomás Olaszországban, Acquaviva delle Fonti településen.

## Vasútvonalak
Az állomást az alábbi vasútvonalak érintik:
- Bari–Taranto-vasútvonal

## Kapcsolódó állomások
A vasútállomáshoz az alábbi állomások vannak a legközelebb:
- Sannicandro di Bari railway station
- Stazione di Gioia del Colle
- Le Chiasce railway halt